# Kelly Cherry
Kelly Cherry (Baton Rouge, 21 dicembre 1940 – Halifax, 18 marzo 2022) è stata una scrittrice, poetessa e saggista statunitense.
Residente nell'ultima parte della vita ad Halifax, in Virginia, è stata nominata Poet Laureate dal governatore Bob McDonnell nel luglio 2010, ed è succeduta a Claudia Emerson in questo incarico.

## Biografia

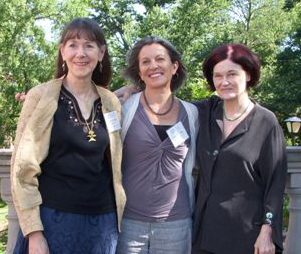
Tre Virginia Poets Laureate all'Università di Mary Washington il 3 giugno 2011: Carolyn Kreiter-Foronda (2006-2008), Claudia Emerson (2008-2010) e Kelly Cherry (2010-2012)

### Infanzia
Kelly è nata a Baton Rouge, in Louisiana, e si è trasferita all'età di 5 anni a Ithaca, New York, e all'età di 9 anni nella contea di Chesterfield, in Virginia.

### Primi lavori
Cherry si è laureata all'Università di Mary Washington nel 1961, ha conseguito la laurea in Filosofia presso l'Università della Virginia e ha poi conseguito un Master in Belle Arti presso l'Università della Carolina del Nord a Greensboro. Dopo aver lavorato nel mondo dell'editoria per alcuni anni, ha accettato un lavoro presso il Southwest Minnesota State College, per poi insegnare presso l'Università del Wisconsin-Madison a partire dal 1977.

### Ulteriori lavori
Si è ritirata nel 1999, e in pensione continua a detenere quei titoli ricoprendo anche cattedre nominate e incarichi di scrittrice distinti presso l'Università dell'Alabama a Huntsville, Colgate University, Mercer University, Atlantic Center for the Arts e Hollins University.
Ha ricevuto numerosi riconoscimenti letterari e accademici e ha collaborato con altri importanti poeti laureati della Virginia come Claudia Emerson e Carolyn Kreiter-Foronda.

## Temi e stile letterario
La pluripremiata poetessa e scrittrice Kelly Cherry basava la sua produzione letteraria sulla filosofia. Il fulcro dei suoi romanzi è rappresentato dalle nozioni astratte di moralità.

## Opere

### Romanzi
- Cherry, Kelly, Sick and full of burning, New York, Viking Press, 1974. Ristampato con il titolo Ballantine (1975); Boson Books (1995)
- Augusta Played, Houghton Mifflin, (1979), ISBN 978-0-395-27573-3; Louisiana State University Press, (1984). A novel.
- In the Wink of an Eye, Harcourt Brace Jovanovich, 1983, ISBN 9780151446568.: A novel. LSU Press, 2004. ISBN 978-0-8071-2966-1
- The Lost Traveller's Dream, Harcourt Brace Jovanovich, (1984) ISBN 978-0-15-153617-7. A novel.
- My Life and Dr. Joyce Brothers. A novel in stories. Algonquin Books of Chapel Hill, (1990); reprinted by University of Alabama Press, (2002).
- We Can Still Be Friends, Soho Press, (2003) hardback; (2004) trade paper, ISBN 978-1-56947-323-8.

### Racconti
- Conversion, Treacle Press (1979)
- The Society of Friends: Stories, University of Missouri Press (1999)
- The Woman Who. Boson Books (2010)
- A Kind of Dream. U. of Wisconsin Press (2014)
- Twelve Women in a Country Called America: Stories. Press 53 (2015)
- Temporium: Before the Beginning To After the End: Fictions. Press 53 (2017)

### Raccolte di poesie
- Beholder's Eye, poems. Groundhog Poetry Press, 2017.
- Weather, poems. A chapbook. N.Y.: Rain Mountain Press, 2017.
- Quartet for J. Robert Oppenheimer: A Poem. (In shorter poems.) LSU Press, February 2017.
- Physics for Poets: Poems. Unicorn Press, spring 2015
- The Life and Death of Poetry: Poems, LSU Press, March 2013
- Vectors: J. Robert Oppenheimer: The Years before the Bomb, Parallel Press, 2012
- The Retreats of Thought: Poems, LSU Press, 2009, ISBN 978-0-8071-3478-8.
- Death and Transfiguration, LSU Press, 1997, ISBN 978-0-8071-2212-9.
- Benjamin John, March Street Press, 1993, ISBN 978-1-882983-01-8
- Hazard and Prospect: New and Selected Poems, LSU Press, 2007, ISBN 978-0-8071-3262-3.
- Natural Theology, Louisiana State University Press, 1988, ISBN 978-0-8071-1430-8
- Lovers and Agnostics, Carnegie Mellon University Press, 1995, ISBN 9780887482083
- An Other Woman, Somers Rocks Press, 2000
- God's Loud Hand, LSU Press, 1993, ISBN 978-0-8071-1821-4.
- Songs for a Soviet Composer, Singing Wind Press, 1980, ISBN 978-0-935896-02-2
- Rising Venus, LSU Press, 2002, ISBN 978-0-8071-2768-1.
- Time Out of Mind, March Street Press, 1994, ISBN 978-1-882983-08-7
- Relativity: A Point of View, Louisiana State University Press, 1977, ISBN 978-0-8071-0277-0
- Welsh Table Talk, The Book Arts Conservatory, 2004